# 幸克哉
幸 克哉（ゆき かつや、1973年8月2日 - ）は、日本の音楽家、音楽プロデューサー、ギタリスト、作曲家、編曲家。
大分県別府市出身。

## 来歴
大分大学在学中よりミュージシャンとしての活動を開始する。当時は県内外でジャズ系ミュージシャンとの演奏活動が中心で、別府ヒットパレードクラブや各地でのイベントでギターを担当。
その後、ヤマハミュージッククエストで当時デビュー前の椎名林檎、谷口崇、久知良秀和などの自作自演ポップス系ミュージシャンとのライブ共演、親交を深め、自身もポップス作曲に興味を持つようになる。
1998年、約２年間書き溜めた曲が当時のヤマハディレクターの目に留まり、上京。その後（財）ヤマハ音楽振興会に所属。
同年、谷口崇の2ndアルバム収録曲「becoming」を共作曲（同曲には椎名林檎もコーラスで参加）。
1999年、（有）ソリッドボンドに移籍。ヴォーカルSekishinoと出会い、Litaとしての活動を開始する。主に下北沢を中心にライブ活動を展開し、積の情念的なヴォーカルと幸の独創的な楽曲サウンドプロデュースにより徐々にファンを拡大。
2001年、Lita 1stシングル「蕾」でポリドール（現 ユニバーサルミュージック）よりメジャーデビュー。メーカーのファーストプライオリティを受けるなど期待も高く、全国のテレビ・ラジオ・雑誌にてプロモーション活動を展開。
同年７月、Lita 2ndシングル「黒い雨」をリリース。
同年１１月、3rdシングル「悲しみのハンター」でテレビ朝日ミュージック・ステーション初出演。
同年１２月、Lita 1stアルバム「色恋品定め」をリリース。全楽曲セルフプロデュースで各方面で大きな話題となる。
2002年、Lita 4thシングル「あたしがあたしであるうちに」をリリース。初の外部プロデューサーに笹路正徳を迎える。
2003年、Lita 5thシングル「天の川」、6thシングル「火の神」、2ndアルバム「ニライカナイ」をリリース。プロデューサーに亀田誠治、根岸孝旨を迎え、これまでにはなかった様々なサウンドアプローチを見せた。
2004年、Lita解散。幸克哉 名義でソロクリエーターとしての活動を開始。
2006年、華原朋美10th Anniversaryシングル「華」作曲/補編曲。
その他、城之内早苗、浅井健一、アニメ「金色のコルダ」などへの楽曲提供、Chay、三上ちさこ、HOW MERRY MARRYなどのライブ、レコーディング、サウンドプロデュースと幅広く活動を展開。
2011年、活動の拠点を地元九州大分に移し、ギター教室 SYNC.GuitarWorksを設立。延べ８０名を超える生徒を指導。
2016年、活動拠点を再び東京に戻し、作家事務所 onetrap(agehasprings creater team)に所属。
2017年、Lita 再始動。幸の地元大分にてアコースティック形式で２本のライブを敢行。
2019年、オフィシャルブログ「みゅ〜ろぐ」運営開始。
2020年、Youtubeチャンネル ゆきかつや【SYNC.GuitarWorks】 にてギターレッスン動画を配信中。チャンネル登録者数2300人を超える。

## 発表作品リスト
now constructing...

## 音源作品リンク

### Lita
・ヤマハの音楽配信サイト mysound
・タワーレコードオンライン
・Amazon Music
・レコチョク
・HMV&BOOKS オンライン
・MORA〜WALKMAN公式ミュージックストア
・dミュージック
・MUSIC STORE
・disk union
・mu-mo
・楽天ブックス
・オリコンミュージックストア

### 幸克哉ソロ作品
・iBgm 著作権フリー音楽ダウンロード販売サイト

## Youtubeでの活動
Youtube上でも多くの音源、映像作品を発表している。ボーカロイドを使ったポップス作品や、ジャズ、抽象的なエレクトロニカ作品など幅広い色彩豊かな音楽性を見せる。
・Vocaloid/Voiceloid
・Original Music Video